# 山田俊雄
山田 俊雄（やまだ としお、1922年7月8日 - 2005年7月16日）は、日本の国語学者。第10代成城大学学長、成城大学名誉教授。

## 人物
山田孝雄の三男として東京に生まれる。東京帝国大学文学部卒業。山梨大学助教授を経て、成城大学助教授、教授、学長、名誉教授。兄の山田忠雄も国語学者。

## 著書

### 辞典
- 新潮国語辞典（築島裕 共編 新潮社 1965年11月）
  - 第2版 1995年11月。ISBN 4107302121
- 角川実用辞典 和英併用（石綿敏雄 共編 角川書店 1977年5月）
- 角川実用国語辞典（石綿敏雄 共編 角川書店 1979年7月 文庫も）
- 角川最新古語辞典（佐藤謙三 共編 増補版 角川書店 1980年1月）
- 角川新国語辞典（吉川泰雄 共編 角川書店 1981年1月）
- 新潮現代国語辞典（築島裕、白藤礼幸、奥田勲 共編 新潮社 1985年11月）ISBN 4107302075
  - 第2版 2000年2月。ISBN 9784107302144
- 角川最新国語辞典（石綿敏雄 共編 角川書店 1987年1月）ISBN 404012300X
- 角川必携古語辞典（吉川泰雄 共編 角川書店 1988年11月）ISBN 4040125002
- 角川大字源（尾崎雄二郎、西岡弘、 都留春雄、山田勝美 共編 角川書店 1991年11月）
- 例解新漢和辞典（戸川芳郎、影山輝國 共編 三省堂 1998年4月）
  - 第2版 2002年1月。ISBN 4385136769
  - 第3版 2006年1月。ISBN 4385136777
  - 第4版 2016年1月。ISBN 9784385136790
  - 第5版 2021年2月。ISBN 9784385136806
- 新明解現代漢和辞典（影山輝國、伊藤文生、戸川芳郎 共編 三省堂 2012年1月）ISBN 9784385137551

### 単著
- 日本の文字（岩崎書店（中学生の国語全書） 1958年）
- 日本語と辞書（中公新書 1978年2月）
- 詞林逍遥（角川書店 1983年7月）
- 詞林間話（角川書店 1987年7月）ISBN 4048832190
- ことばの履歴（岩波新書 1991年9月）ISBN 4004301882
- ことば散策（岩波新書 1999年8月）ISBN 4004306280
- 詞苑間歩：移る時代・変ることば（三省堂 1999年9月）〈上〉ISBN 9784385346274／〈下〉ISBN 9784385346281
- 忘れかけてゐた言葉（三省堂 2003年4月）ISBN 4385361231
- 日本のことばと古辞書（三省堂 2003年5月）ISBN 4385361274
- 詞苑間歩：続（三省堂 2005年4月）ISBN 9784385346298

### 共編著など
- 昭和校註竹取物語（山田孝雄、山田忠雄 共編 武蔵野書院 1953年5月）
- 山田孝雄博士著作年譜（山田孝雄博士功績記念会 1954年）
- 山田孝雄年譜（山田忠雄、山田英雄 共編 宝文館 1959年）
- 日本語の歴史（全7巻・別巻1 亀井孝・大藤時彦 共編 平凡社 1963-1966年／平凡社ライブラリー 2007-2008年）
- 日本の説話 第7巻 言葉と表現（馬淵和夫 共編 東京美術 1974年）
- 新日本古典文学大系 52 庭訓往来・句双紙（入矢義高、早苗憲雄 共校注 岩波書店 1996年5月）
- 高等学校古典1準拠課題ノート（吉川泰雄、大野晋 共編 角川書店 1999年3月）
- ことば談義寐ても寤ても（柳瀬尚紀 共著 岩波書店 2003年1月）ISBN 4000228285